# William Hogenson
William "Bill" P. Hogenson (26 de octubre de 1884 - 14 de octubre de 1965) fue un atleta estadounidense, quien compitió en el siglo XX. Ganó una medalla de plata en atletismo en los Juegos Olímpicos de 1904 en categoría masculina de 60 m, pero fue derrotado por Archie Hahn, quien se llevó la medalla de oro. También ganó dos medallas de bronce, de 100 m y 200 m, ambas distancias obtenidas por Archie Hahn de los Estados Unidos.